# Гранични заграждения
Граничните заграждения представляват стени, валове, ровове или метални огради, които служат за ограничаване и контролиране на движението на хора през държавни граници или други военни, политически и административни линии.
Сред най-известните исторически образци на гранични заграждения е дългата над 6000 km Велика китайска стена. В историята на България подобни функции са имали граничните землени валове на Първото българско царство, пример за които е разположеният в Тракия между Черно море и долината на река Марица вал Еркесия.

## Гранични заграждения в историята

### По света
Непрекъснати линейни отбранителни съоръжения с голяма дължина в близост до границите се появяват още в Античността с развитието на мощни централизирани държави, способни да упражняват траен контрол над териториите си. Използваните за изграждането им строителни техники включват крепостни стени и кули, иззидани от камък, тухла или кирпич, глинобитни стени, землени валове, ровове и дървени палисади. С усъвършенствнето на обсадните методи и огнестрелното оръжие през Средните векове ефективността и приложението им намаляват, но с появата на модерните укрепителни технологии през 19 и 20 век, както и на електронните системи за наблюдение и контрол, граничните заграждения получават ново разпространение.

#### Античност и Средновековие
Класически образец за този вид гранични съоръжения е Великата китайска стена, чието строителството започва в края на 3 век преди новата ера и продължава с известни прекъсвания и в периода на Средновековието. Основното ѝ предназначение е да възпира нахлуванията на конните народи от Средна и Източна Азия на китайска територия. Общата ѝ дължина от над 6000 km остава ненадмината в цялата предмодерна епоха. Отделни нейни части са реставрирани и превърнати в популярен туристически обект. През 1987 г. е обявена от ЮНЕСКО за паметник на световното културно наследство.
Подобни гранични заграждения, макар и с по-малки размери, създава и Римската империя във времето след 1 век от новата ера. Примери за тях са Адриановият и Антониновият вал в днешна Шотландия с обща дължина от почти 180 km, Германският лимес с дължина от над 500 km, както и по-късните Анастасиеви стени на подстъпите към Константинопол.
В Късното Средновековие на Балканите дълга 5,5 km гранична стена бива издигната от Република Дубровник на тясната шийка, свързваща полуостров Пелешац със сушата.

#### Ново време
Граничните заграждения в Ново време получават тласък с развитието на технологии, които едновременно ускоряват и увеличават човешкото движение през държавните граници, но и създават методи за успешното му възпиране. Историческите строителни материали и техники са изместени от машинно изработвани и поставяни огради от стоманени елементи и стоманобетонни панели. Изобретената във втората половина на 19 век бодлива тел като индустриално произвеждано, относително евтино и ефективно оградно средство намира широко приложение за изграждане на противопехотни военни укрепления и гранични заграждения. С времето към физическите прегради се прибавят други нови технологии като електрически огради и електронни системи за наблюдение и предупреждение, които намаляват необходимостта от многочислени гранични охранни части и затрудняват преодоляването им.
По време на Първата световна война Германската империя изгражда „Телената ограда на смъртта“, дълги около 300 km заграждения от бодлива тел по границата между Белгия и Холандия, по които тече смъртоносен електрически ток.

#### Най-ново време
След Втората световна война разделянето на Европа на два военни и идеологически блока бива съпроводено от систематична политика на съветския лагер за създаване на широкообхватни гранични заграждения, препятстващи напускането на страните от Варшавския договор. Такива биват изградени по цялата дължина на Желязната завеса от границата между СССР и Норвегия при Баренцово море на север до границата между България и Турция при Черно море на юг. Загражденията се превръщат в един от символите на епохата на Студената война и биват противопоставяни на концепцията за свободното движение на хората като основно човешко право според чл. 13 на Всеобщата декларация за правата на човека на ООН. След рухването на социалистическата система на континента през 1989 г. голяма част от тях са премахнати или изоставени без поддръжка.

#### 21 век
Строителството и усъвършенстването на гранични заграждения с различно предназначение продължава до наши дни. Те се използват като разделяща умиротворяваща мярка между враждуващи държави или общности или средство за възпиране на нелегалната емиграция, контрабандата, бракониерството и тероризма. Дължината им варира от няколко десетки километра (Сеута и Мелиля в Испания по границата с Мароко, Гърция по сухоземната границата с Турция) до над хиляда километра (САЩ по границата с Мексико, Индия по границите с Пакистан и Бангладеш). В Европейския съюз подобна политика за увеличаване на сигурността по външните граници не се провежда, финансира и поощрява от централните институции като Европейската комисия, но и не се предприемат действия срещу отделни държави членки, които я прилагат по свое усмотрение и със собствени средства. През 2016 година Доналд Тръмп, кандидат за президент на САЩ от Републиканската партия, превръща разширяването и довършването на загражденията по границата с Мексико в една от главните предизборни теми и основно негово обещание пред избирателите. Лозунгът „Строим стената!“ е между водещите в кампанията му.

### В България

#### Средновековие
След създаването на Първото българско царство на юг от Дунав в края на VII век в граничните и периферните области на държавата с отбранителна цел бива изградена система от валове, състоящи се най-често от землени насипи и ровове и по-рядко от зидани стени. Най-ранните от тях, между които и известният с името Онгъл, се намират в района на делтата на Дунав. Постепенно такива защитни линии са построени в степите на Северна Добруджа, по удобните за стоварване на десант морски плажове северно от Стара планина, по ниските проходи на Източна Стара планина, в западно направление между между Лом и Кнежа и във Влашката низина. След трайното разширяване на държавата в Тракия е добавен дългият 130 km вал Еркесия, започващ от брега на Мандренското езеро при Бургас, пресичащ Тунджа при село Тенево и достигащ до Марица при вливането на река Сазлийка. Подобно землено-дървено съоръжение представлява и външната крепост на първата столица Плиска.

#### Най-ново време
В периода между Първата и Втората световна война Кралство Югославия изгражда заграждения по границата с България. Предназначението им е да прекъснат контактите между населението от двете ѝ страни и да ограничат движенията на въоръжените чети на ВМРО и ВЗРО.
С цел да не допуска незаконни излизания на български и чужди граждани през държавната граница, Народна република България създава електросигнализационна система по направленията към Турция, Гърция и Югославия, известна с името „Кльон“. Тя се намира на известно разстояние преди граничната бразда и изпраща предупредителни сигнали до заставите за местата, на които има опит за преминаването ѝ. С нейна помощ успешните пресичания на границата са ограничени значително. След 1990 г. части от системата са демонтирани, а други са изоставени в неподдържано състояние.

## Гранични заграждения в наши дни

### По света
| Държава                   | Разположение                         | Година  | Вид                     | Дължина | Състояние   | Предназначение                     |
| ------------------------- | ------------------------------------ | ------- | ----------------------- | ------- | ----------- | ---------------------------------- |
| Австрия                   | Граница със Словения                 | 2015    | Бодлива тел             | 4 km    | Построено   | Антиимиграционно                   |
| Ботсвана                  | Граница със Зимбабве                 | 2003    | Бодлива тел             | 500 km  | Построено   | Санитарно, антиимиграционно        |
| Гърция                    | Граница с Турция                     | 2012    | Бодлива тел             | 12 km   | Построено   | Антиимиграционно                   |
| Египет                    | Ивица Газа, Палестинска автономия    | 2009    | Метална ограда          | 11 km   | Построено   | Антиконтрабандно, антитерористично |
| Израел                    | Граница с Египет                     | 2011    | Бодлива тел             | 230 km  | Построено   | Антитерористично, антиимиграционно |
| Израел                    | Западен бряг, Палестинска автономия  | 2002    | Стена, бодлива тел      | 700 km  | В строеж    | Антитерористично, антиимиграционно |
| Израел                    | Ивица Газа, Палестинска автономия    | 1994    | Бодлива тел             | 60 km   | Построено   | Антитерористично, антиимиграционно |
| Израел                    | Граница с Йордания                   | 2015    | Бодлива тел             | 30 km   | Проектирано | Антитерористично, антиимиграционно |
| Индия                     | Граница с Бангладеш                  | 2007    | Стена, бодлива тел      | 3437 km | В строеж    | Антиимиграционно                   |
| Индия                     | Граница с Пакистан                   | 1980-те | Стена, бодлива тел      | 1450 km | В строеж    | Антитерористично                   |
| Иран                      | Граница с Пакистан                   | 2007    | Стена, бодлива тел      | 700 km  | В строеж    | Антитерористично, антиконтрабандно |
| Испания                   | Граница с Мароко                     | 1990-те | Телена ограда           | 20 km   | Построено   | Антиимиграционно                   |
| Кипър                     | Разделителна линия със Северен Кипър | 1974    | Бодлива тел             | 180 km  | Построено   | Умиротворително                    |
| Кувейт                    | Граница с Ирак                       | 1994    | Бодлива тел             | 190 km  | Построено   | Умиротворително                    |
| Латвия                    | Граница с Русия                      | 2016    | Ограда                  | 90 km   | Планирано   | Антиимиграционно                   |
| Северна Македония         | Граница с Гърция                     | 2015    | Ограда                  | 50 km   | В строеж    | Антиимиграционно                   |
| Мароко                    | Граница на Западна Сахара            | 1980    | Вал, бодлива тел        | 2700 km | Построена   | Антитерористично                   |
| Русия                     | Граница с Норвегия                   | -       | Бодлива тел             | 195 km  | Построено   | Антиимиграционно                   |
| Саудитска Арабия          | Граница с Ирак                       | 2009    | Бодлива тел             | 965 km  | В строеж    | Антитерористично                   |
| Саудитска Арабия          | Граница с Йемен                      | 2003    | Бодлива тел             | 1500 km | В строеж    | Антитерористично                   |
| Словения                  | Граница с Хърватия                   | 2015    | Бодлива тел             | 80 km   | В строеж    | Антиимиграционно                   |
| САЩ                       | Граница с Мексико                    | 1991    | Стена, бодлива тел      | 1000 km | В строеж    | Антиимиграционно, антиконтрабандно |
| Северна Ирландия          | „Линии на мира“ в Белфаст            | 1969    | Стена                   | 34 km   | Построено   | Антитерористично                   |
| Северна Корея, Южна Корея | Демилитаризирана зона по 38 паралел  | 1953    | Бодлива тел             | 250 km  | Построено   | Отбранително, антиимиграционно     |
| Тунис                     | Граница с Либия                      | 2015    | Стена и ров             | 168 km  | В строеж    | Антитерористично                   |
| Турция                    | Граница със Сирия                    | 2013    | Бодлива тел, стена, ров | 600 km  | В строеж    | Антитерористично, антиимиграционно |
| Унгария                   | Граница със Сърбия                   | 2015    | Бодлива тел             | 175 km  | Построено   | Антиимиграционно                   |
| Унгария                   | Граница с Хърватия                   | 2015    | Бодлива тел             | 41 km   | В строеж    | Антиимиграционно                   |
| Република Южна Африка     | Граница с Мозамбик                   | 1975    | Електрическа ограда     | 150 km  | Построено   | Антиимиграционно, антибракониерско |
| -                         | -                                    | -       | -                       | -       | -           | -                                  |
| Държава                   | Разположение                         | Година  | Вид                     | Дължина | Състояние   | Предназначение                     |

### В България

#### Граница с Турция
В резултат на хроничните социална несигурност и въоръжени конфликти в Централна, Западна и Северна Африка, Близкия изток, Южна Азия и в частност на бежанската криза, предизвикана от Гражданската война в Сирия след 2011 г., България като външна граница на Европейския съюз се оказва транзитен път за значителен брой бежанци и икономически емигранти, търсещи по-добър живот предимно в страните от Западна Европа. Увеличеният поток от нелегално преминаващи през държавната граница става причина през есента на 2013 г. българското правителство да предприеме редица мерки за засилване на граничния контрол, между които и построяване на дълги 30 km заграждения от бодлива тел по границата с Турция в най-лесно преодолимите равнинни части на общините Елхово и Болярово. Проектът бива съпроводен от публични спорове за изпълнението, стойността, качеството и ефективността му. Строителството приключва през юли 2014 г. В началото на 2015 г. правителството взема решение изграждането на подобни съоръжения да продължи по цялото протежение на българо-турската граница, като започва строителството на нови 82 km. Междувременно част от първоначалните 30 km получават повреди и биват ремонтирани. Появяват се и сведения за успешно използвани начини за преодоляването им.
Загражденията стават обект на интерес от световни медии и критики от правозащитни организации и политически активисти. След издигането на първия участък от граничните съоръжения е отбелязан значителен спад в регистрираните случаи на нелегално преминаване през българо-турската граница, около 6000 за 2014 г. срещу приблизително 11500 за 2013 г.
Дължината на българо-турската граница е близо 274 km, от които сухоземна 149 km и речна по неплавателни реки 125 km. Изграждането на заграждения по нея продължава и през 2016 г., като към началото ѝ общата им дължина е вече 132 km. От тях в Област Хасково са разположени повече от 33 km, в Област Ямбол 35 km, а в Област Бургас 64 km. През юни 2016 г. е заявено отпускане на допълнително финансиране от 44 милиона лева за около 60 km заграждения по течението на Резовска река, с което стойността на съоръженията и съпътстващата ги инфраструктура до този момент възлиза на 150 милиона лева. Пълната дължина на загражденията след тяхното окончателно довършаване се очаква да достигне 230 – 240 km. Изграждането продължава и през 2017 г., като се очаква оградата да бъде довършена през зимата на същата година. Към август 2017 г. средната цена на съоръженията, включваща и изградените пътища, е около 773 000 лева на километър.

#### Граница с Румъния
През юли 2018 г. българското правителство взема решение да изгради заграждение по границата с Румъния в Добруджа с цел да предотврати навлизането на диви свине, пренасящи африканска чума по свинете на българска територия. Заболяването не застрашава хората, но е сериозна опасност за домашните свине и свиневъдството. Планирано е оградата да има дължина от 133 km и височина от 1,20 m, при което стойността ѝ ще бъде 60 стотинки на метър или общо малко под 80 000 лева. Съоръжението бива критикувано като недостатъчна преграда. Предвижда се подсилване със спираловидна режеща бодлива тел тип „Бруно“.

## Галерия
- Част от Великата китайска стена в провинция Хъбей
- Останки от Адриановия вал в графство Нортъмбърланд
- Запазена част от Берлинската стена, Нидеркирхенщрасе
- Запазена част от Желязната завеса между Чехия и Австрия
- Зелена линия между турската и гръцката част на Кипър
- Граница между САЩ и Мексико на брега на Тихия океан
- Заграждения между САЩ и Мексико край град Ел Пасо
- Строителство на заграждение от армията на САЩ
- Заграждения на Израел към Египет край град Ейлат
- Израелска стена в Западния бряг край град Витлеем
- Заграждения на Испания към Мароко край град Мелиля
- Заграждения на Испания към Мароко край град Сеута
- Заграждения на Индия към Бангладеш, Западна Бенгалия
- Южнокорейски пост по загражденията към Северна Корея
- Унгарски патрул по загражденията към Сърбия
- Словенската армия поставя заграждения към Хърватия